# Golf Park Tervuren
Golf Park Tervuren is een golfclub met een 9-holes golfbaan in het Park van Tervuren van het Belgische dorp Duisburg.

## Geschiedenis
De golfbaan werd opgericht in 1972 als Duisburg Military Golf Club, een naam die anno 2025 nog niet geheel uitgestorven is. Deze maakte deel uit van Sportcentrum van Defensie, een multisport-terrein van 17 hectare voor golf, voetbal, tennis en andere sporten. In de loop van de jaren werd dit opengesteld voor niet-militairen en werd het een openbare club.
In 2020 kwam het sportcentrum in eigendom van de gemeente Tervuren en per 1 januari 2021 mocht Golf Park Tervuren de golfbaan uitbaten. Datzelfde jaar nog ging de club samenwerken met Regionaal Landschap Dijleland om de biodiversiteit op de golfbaan te bevorderen door het behoud en de verbetering van habitats, onder andere voor de beschermde vroedmeesterpad. Ook is het vliegend hert waargenomen. In 2024 was de club de eerste die drie sterren kreeg in het kader van het Golf Kompas Duurzaamheid  van Golf Vlaanderen.

## Beschrijving

### Locatie
Golf Park Tervuren ligt in het bosgebied van de Groene Gordel en in het verlengde van het Zoniënwoud en Park van Tervuren. Het golfcomplex dient echter niet verward te worden met het eveneens aan het park gerelateerde Koninklijke Golf Club van België.

### Baan en faciliteiten
Golf Park Tervuren beschikt over een 9-holes golfbaan met een mix van par-3- en par-4-holes en een totale par van 32. Daarnaast beschikt het golfcomplex over enkele oefenfaciliteiten zoals een driving range, putting- en chippinggreens.
De oude militaire gebouwen op het terrein werden omstreeks 2020 gerenoveerd. Een van deze gebouwen werd ooit als bar gebruikt door een eenheid van de militaire transmissietroepen. Thans is het een clubhuis, uitgerust met bar en terras.